# Яглыкджызаде Мехмед Эмин-паша
Яглыкджызаде Мехме́д Эмин-паша (тур. Yağlıkçızade Mehmed Emin Paşa; 1724 — 11 сентября 1769, Эдирне) — османский государственный деятель, великий визирь с 20 октября 1768 по 12 августа 1769 года.

## Биография
Мехмед Эмин-паша был сыном Яглыкджызаде Юсуфа-аги, одного из богатых и влиятельных торговцев того времени. В молодости он путешествовал со своим отцом и посетил Каабу. Мехмед Эмин-паша проживал в Индии, где его отец служил в качестве посла. В 1750 году Мехмед Эмин-паша вернулся в Стамбул, а затем отправился в Египет, но корабль, на котором он находился затонул в Красном море.
Вернувшись в Стамбул, Мехмед Эмин-паша в течение многих лет служил на разных должностях в канцелярии дивана. После 1765 года началось его возвышение, поскольку его сначала назначили на должность терсане эмини (заместитель капудан-паши), а затем он занимал должность губернатора Моры и Айдына. 
В 1768 году Мехмед Эмин-паша был обручён с Шах-султан, дочерью султана Мустафы III. Шах-султан было семь лет, тогда как жениху больше сорока лет. В честь обручения с малолетней дочерью султана Мехмед Эмин-паша отправил во дворец богатые дары и получил должность губернатора Алеппо.
20 октября 1768 года был назначен на должность великого визиря. Его назначение на пост великого визиря совпало с началом войны с Российской империей. Мехмед Эмин-паша не имел опыта управления войсками и османская армия была плохо обеспечена продовольствием и боеприпасами. В армии случалось дезертирство и дезертировавшие солдаты выступили против великого визиря и в августе 1769 года Мехмед Эмин-паша был уволен с поста великого визиря. 
Бывший великий визирь был сослан в Эдирне, где 11 сентября 1769 года был задушен про приказу Мустафы III. Тело Мехмеда Эмина-паши было похоронено в Эдирне, а его имущество и огромное состояние в 10 миллионов акче конфисковано в государственную казну.